# Epinettyra setosa
Epinettyra setosa är en tvåvingeart som beskrevs av Permkam och Albany Hancock 1995. Epinettyra setosa ingår i släktet Epinettyra och familjen borrflugor. Inga underarter finns listade i Catalogue of Life.